# MY 007
MY 007 fue un superyate con temática de James Bond que se hundió frente a las costas de Grecia el 2 de septiembre de 2022.

## Descripción
El 007 era un yate monocasco con superestructura de aluminio y tres cubiertas de madera de teca. Originalmente, el barco tenía 32 m (105 pies 0 pulgadas) de largo, pero luego se amplió a 49 m (160 pies 9 pulgadas) de largo. Tenía una manga de 8 m (26 pies 3 pulgadas), un calado de 3,7 m (12 pies 2 pulgadas) y un tonelaje bruto de 400 GT. Los dos motores diésel del barco proporcionaban 1.300 caballos de fuerza, lo que permitía una velocidad de crucero de 10 nudos y una velocidad máxima de 12 nudos.

## Historial
007 fue completado por Aegean Yacht en Bodrum, Turquía como Amazon-A en diciembre de 2006. Más tarde pasó a llamarse Royal Enterprise y se vendió a su propietario final en 2012. Se reacondicionó por última vez en 2018 en Turquía.

### Hundimiento
En la noche del 2 de septiembre de 2022, el 007 experimentó un mal funcionamiento del GPS mientras estaba frente a la isla de Kythnos, Grecia. Según se informa, el capitán del barco se acercó a la costa como resultado de este mal funcionamiento, dirigiendo el barco hacia aguas de menos de diez metros de profundidad. El 007 encalló en las rocas, desarrollando una escora y quedando medio sumergido. Cuando llegó la Guardia Costera, la embarcación ya no podía ser rescatada, pero las cinco personas a bordo se salvaron sin lesiones. Al día siguiente, se estableció una barrera antipolución alrededor del barco y se abrió una investigación sobre el incidente.